# Château de Licciana Nardi
Le château de Lucciana Nardi (en italien : Castello di Lucciana Nardi), ou Castello di Licciardi, est un ancien château situé dans la commune de Licciana Nardi, dans la province de Massa-Carrara en Toscane.
Il est situé dans la région historique de la Lunigiana et a appartenu à l'une des branches de la Malaspina dello Spino Fiorito.

## Historique
Il a probablement été construit au XIIIe siècle pour le contrôle du col du Lagastrello. La structure originale comprenait un mur d'enceinte entrecoupé de tours, dont certaines parties restent incorporées aux maisons actuelles.
Il fut agrandi et transformé en résidence au XVIIe siècle par Obizzo II, tandis qu'au siècle suivant Giacomo III Malaspina l'a relié à l'église voisine de Santi Giacomo e Cristoforo par un passage surélevé.

## Description
Le bâtiment actuel, donnant sur la place de l'hôtel de ville, conserve des éléments architecturaux de cette époque : les armoiries du marquis au-dessus du portail en pierres et les fenêtres encadrées de châssis.
Le château Licciana est une propriété privée et ne se visite pas.